# Convolvulus glomeratus
Convolvulus glomeratus Choisy – gatunek pnącza należący do rodziny powojowatych. Występuje naturalnie w Afryce Północnej.

## Rozmieszczenie geograficzne
Gatunek rośnie naturalnie w Algierii, Tunezji i Egipcie. Według niektórych źródeł występuje także w Sudanie, Arabii Saudyjskiej, Iranie, Indiach, Pakistanie oraz Afganistanie. 

## Morfologia
LiścieLiście mają eliptyczny kształt.
KwiatyKwiaty mają niebieską barwę.

## Systematyka
Pozycja systematyczna według APweb (aktualizowany system APG III z 2009)
Gatunek należy do rodziny powojowatych (Convolvulaceae Juss.), która wraz z siostrzaną rodziną psiankowatych (Solanaceae Juss.) jest jednym z dwóch kladów w obrębie rzędu psiankowców (Solanales Dumort.) i klasy roślin okrytonasiennych.